# 学校法人城西学園
学校法人城西学園（がっこうほうじんじょうさいがくえん）は、東京都豊島区千早1-10-26にある学校法人。専門学校1校、高等学校1校、中学校1校を設置・運営している。城西大学附属ではあるが、学校法人城西学園という別法人で、実質上系属校である。

## 沿革
- 1918年 城西実務学校設立（設立者-中島久万吉）
- 1925年 城西学園と改称し、実務部と中学部設立。池袋児童の村小学校と連携
- 1927年 城西学園中学部を城西学園中学校に改称
- 1948年 城西学園実務部を城西高等学校に改称
- 1951年 学校法人城西学園に組織変更
- 1960年 城西レントゲン技術専門学校を設立
- 1971年 城西レントゲン技術専門学校を城西放射線技術専門学校に改称
- 1973年 城西高等学校を城西大学附属城西高等学校と改称
- 1984年 城西医療技術専門学校を設立
- 1991年 城西大学附属中学校を設立
- 2003年 学校法人埼玉城西学園設立し、城西医療技術専門学校を移管

## 設置教育機関
- 専門学校
  - 城西放射線技術専門学校
- 高等学校
  - 城西大学附属城西高等学校（城西大学系属校）
- 中学校
  - 城西大学附属城西中学校（城西大学系属校）